# Guillaume Cornelis van Beverloo

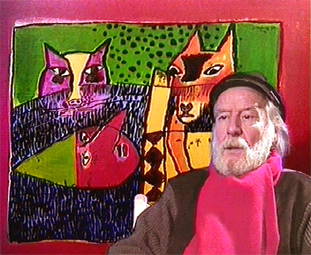
Guillaume Cornelis van Beverloo (Capturado de la Encyclopédie audiovisuelle de l'art contemporain).

Guillaume Cornelis van Beverloo (Lieja, 3 de julio de 1922-Auvers-sur-Oise, Francia; 5 de septiembre de 2010) fue un pintor y grabador belga de padres neerlandeses, más conocido por su seudónimo de Corneille.

## Biografía
Sus padres eran holandeses y la familia regresó a  Ámsterdam cuando él tenía 12 años. Estudió en la Academia de las Artes de Ámsterdam durante un corto periodo, pero le pareció una enseñanza demasiado academicista y prefirió ser autodidacta. Consiguió seguir pintando a pesar de las terribles condiciones que padeció Holanda durante la Ocupación alemana en la II Guerra Mundial.
En la ciudad holandesa entabló contacto con los pintores Constant Nieuwenhuys y Karel Appel, con los que mantendría una amistad que duraría toda la vida.

## Trayectoria
Interesado por la obra de Edouard Pignon, Henri Matisse y Pablo Picasso, Corneille inició su andadura en la pintura. Expuso por primera vez en 1946. Visitó Hungría poco después y descubrió el surrealismo, inspirándose asimismo en la obra de Klee y Joan Miró. 
Junto a Appel y Constant entre otros, Corneille formó parte del «Experimentale Group» (Grupo Experimental) holandés, y fundó la revista Reflex. Con los ya mencionados, Corneille pasó posteriormente a integrar el movimiento CoBrA (1948).
La agrupación se disolvió en 1951 y Corneille se fue a París.
Corneille viajó a Túnez en 1949, experimentado la conocida como Epifanía del norte de África que había afectado a otros artistas tan profundamente como Eugene Delacroix, Pierre-Auguste Renoir y Henri Matisse. Durante su estancia africana adquirió numerosas piezas del arte de la zona.
En 1953 comenzó a ejecutar grabados al aguafuerte, que aprendió en el taller de París de Stanley William Hayter. La influencia de su colección africana es clara, los objetos primitivos que adquirió se hicieron evidentes en sus obras, que comenzaron a reflejar un estilo más imaginativo, como paisajes vistos a ojo de pájaro, a finales de la década de 1950.
Realizó algunas piezas en cerámica, que en su mayor parte fueron gatos, dentro del mismo estilo y características de sus pinturas y grabados.
En la década de 1960, paulatinamente fue dejando a un lado sus paisajes abstractos y comenzó a practicar un surrealismo muy cercano al de Marc Chagall, con coloristas desnudos al estilo de Paul Gauguin, jugando contra un telón de fondo de amplios espacios desiertos.
Vivió junto al fotógrafo holandés Henny Riemens (1928-1993).
Hasta su muerte vivió y trabajó en París, realizando frecuente visitas a Israel, país en el que trabajó con el Atalier Jaffa. El 24 de septiembre de 2003 se inauguró una muestra de sus grabados en el Museo de Ramat-Gan de Arte, Israel.
Murió en Auvers-sur-Oise, Francia, el 5 de septiembre de 2010, los 88 años de edad.
Una gran parte de su obra está albergada en el Centro Georges Pompidou de París.